# Uwajdżil
Uwajdżil (arab. عويجل) – miejscowość w Syrii, w muhafazie Aleppo. W 2004 roku liczyła 2407 mieszkańców.